# 相模湖公園
神奈川県立相模湖公園（さがみここうえん）は、1951年に開設された神奈川県相模原市緑区にある神奈川県立の都市公園。相模湖の湖畔にあり、湖を一望できる他、四季折々の景観、カヌー、ボートを楽しむこともできる。祭りの開催時期には多くの人で賑わう。

## 概要
神奈川県相模原市緑区与瀬に位置する。1947年の相模ダム建設の際に作られた人造湖である相模湖の湖畔に、1951年に開設された。1964年の東京オリンピックにおけるカヌー競技の会場となり、カヌー、ボートといった競技が盛んに行われるようになった。遊覧船・貸しボートなどがあり、公園内からボートで相模湖を泳ぐことができる。公園入口には、相模湖の歴史を伝える相模原市立相模湖記念館がある。同館は管理事務所も兼ねている。総面積は2.7ヘクタール。指定管理者は相模湖観光協会。

## イベント
- 毎年4月には「やまなみ祭」が行われる。やまなみ祭は対岸の「相模湖自然公園ふるさとの森」と「さがみこ交流センター」でも行われるが、相模湖公園がメインの会場となり、歌・踊り、フリーマーケット、出店などで賑わう。
- 毎年8月には「さがみ湖湖上祭」という5000発を打ち上げる大規模な花火大会が行われ、1kmにも及ぶナイアガラの滝や、スターマインを見ることができる。

隔年で「さがみ湖野外フェスティバル」と「さがみ湖やまなみイルミネーション」も行われている。

## 主な施設

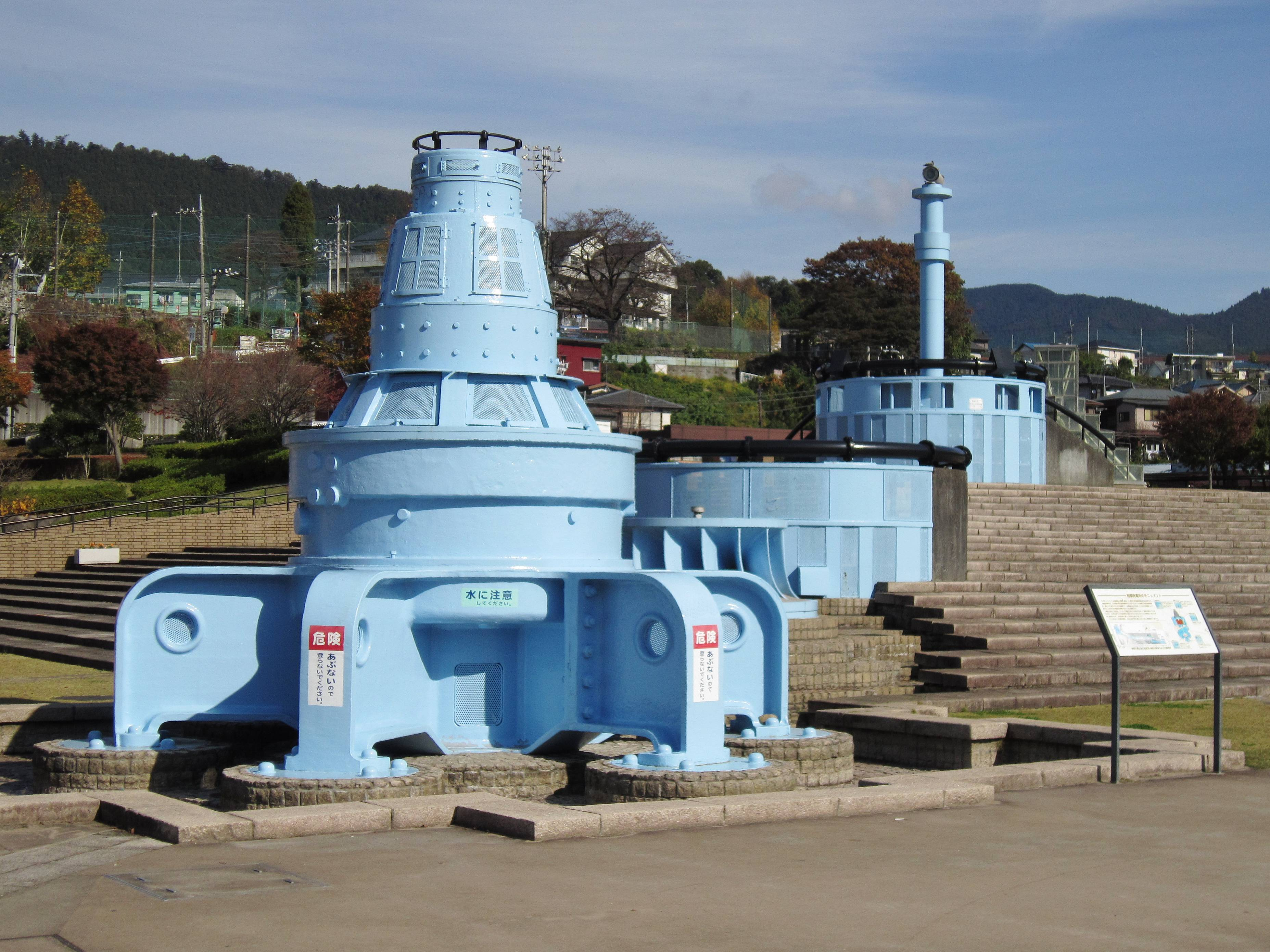
タービンイベント広場にあるモニュメント。かつて相模発電所で使用された水車発電機を活用している。

- 賑わいの広場
- ガラスのカスケード
- 発電機モニュメント
- 芝生の広場
- 噴水のガラスの広場
- 水辺の広場
- 艇の広場

## 交通
- JR中央本線相模湖駅から徒歩約15分
- 中央高速道相模湖東出口から2km（下り線出口専用）、または相模湖インターチェンジから4km